# Schwarz (Gemeinde Ebenthal)
Schwarz (auch Höflein, slowenisch: Dvorec) ist ein kleines Haufendorf auf der Hochfläche von Radsberg mit 206 Einwohnern (Stand 1. Jänner 2024). Es gehört zur Gemeinde Ebenthal im Bezirk Klagenfurt-Land in Kärnten.

## Geographie
Die Feldflur erstreckt sich in rund 790 m Seehöhe. Ringsum liegen die weiten Wälder der östlichen Sattnitz. Die Hauptverbindung nach Ebenthal und Klagenfurt führt nach Norden über die Hochfläche von Tutzach. Im Westen begrenzt der bis 855 m erreichende Höhenzug Schwarzberg – Haselberg die Feldflur zur Senke von Stemeritsch, der Süden bricht steil zur Teilfläche von Kossiach in rund 650 m Seehöhe ab.

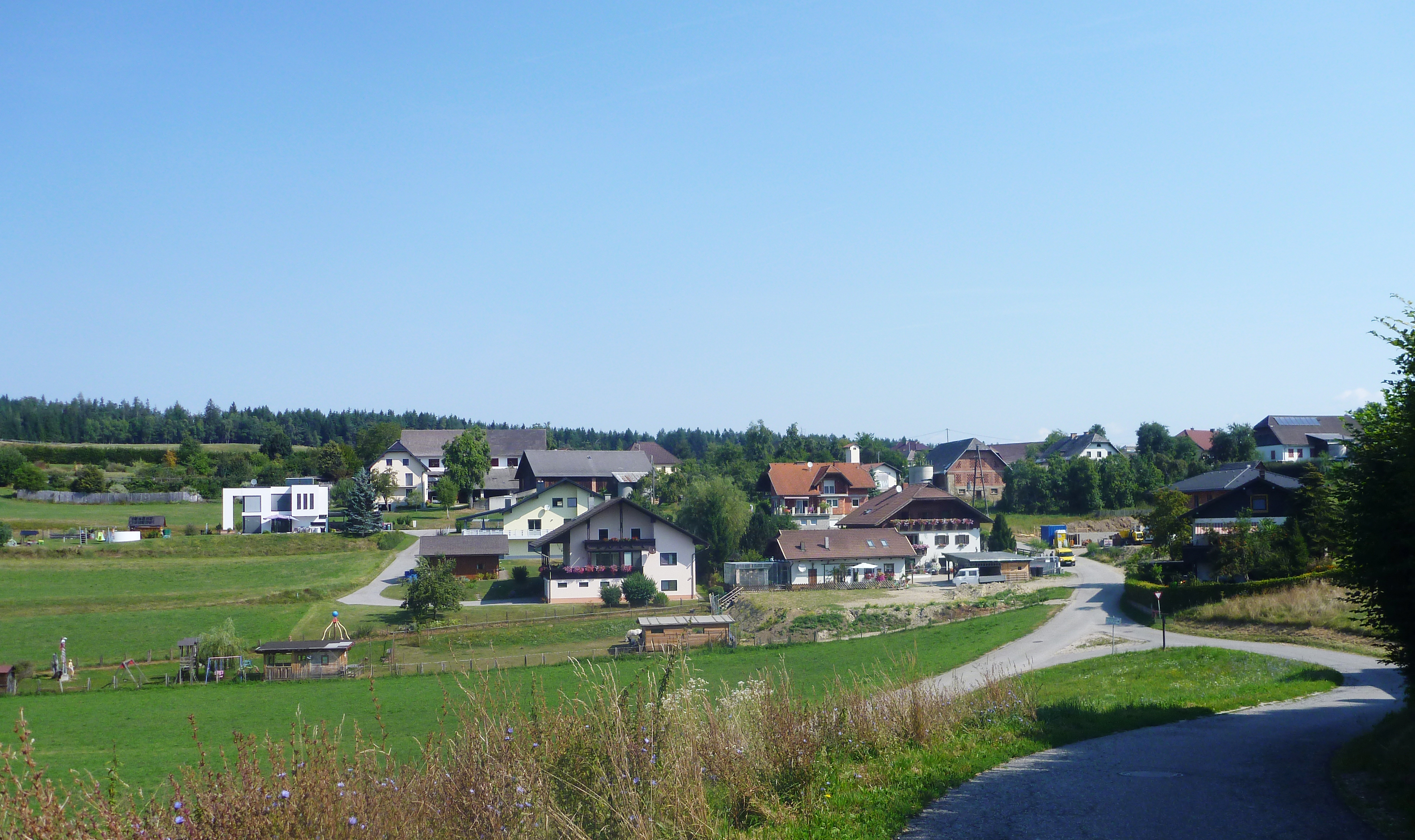
Ansicht des westlichen Ortsteiles von Schwarz – Dvorec

Im Nordosten liegt das Höflein-Moor, seit 1965 Naturschutz- und seit 2008 Europaschutzgebiet. Es handelt sich um ein Hochmoor, hervorgegangen aus einem Toteisrest des Wörtherseegletschers. Es liegt in einer Seehöhe von etwa 770 Metern in einer flachen Mulde, die durch eine neun Meter dicke Schicht aus Grundmoränentonen abgedichtet ist. Darüber entstand das zwei bis drei Meter mächtige Hochmoortorf. Das Höfleiner Moor besteht aus zwei Teilen, und zwar einem Hochmoor und einem Niedermoor. Das Hochmoor besteht vor allem aus Torfmoosen. Rosmarinheide, Moosbeeren sowie Besenheide und Moorkiefern sind seine Charakteristika. Das zentrale Hochmoor wird von Seggen umgeben. In den Randzonen zeichnet sich die Sukzession in Richtung Schwarzerlenwald ab.

## Geschichte
1270 tauschte Engelbert von Printinhav (Breitenau in Unterkrain) zugleich mit den 11 Huben in Tutzach auch eine Hube in Schwarz (damals Hovelinge) mit dem Kloster Viktring und erhielt dafür vom Kloster 10 Huben in der Krain. Bereits 1289 erhielt Viktring eine Vergrößerung seines Besitzes in Schwarz durch eine Schenkung des Konrad von Grafenstein. Dieser schenkte dem Kloster 1 ½ Huben in „Hofelingen“ zur Aufbesserung der Kost an bestimmten Tagen. Viktring hatte damit um 100 in Schwarz nachweislich 2 ½ Huben. 1488 hatte es seinen Besitz auf 4 ½ Mansen vergrößert. 3 ½ davon dienten zum Refektorium. 1496 war dieser Besitzstand gleich, nur dienten jetzt von den 4 ½ Huben nur drei Besitzer: Blasius, Sohn eines Gregor, bewirtschaftet neben seiner eigenen Hube auch „den andern Theil auf dem seine Mutter sitzt“, ein Andreas diente von einer weiteren und ein Rupprecht von zwei Huben.
1515 waren es wieder vier Besitzer, indem Blasius nur mehr eine Hube bewirtschaftete (früher 3) und sein Bruder Valentin die zwei anderen. Andreas und Rupprecht dienten jeweils von 1 ½ Huben. Insgesamt demnach 6 Huben.
1529 hat Viktring hier bereits fünf Bauernhöfe, auf denen Entzy, Jally, Ruprat, Andreas und Ruprecht dienten. Denselben Besitzstand zeigte auch das Viktringer Urbar von 1549. Daraus geht hervor, dass der 1 ½ Huben umfassende Besitz des Andreas unter seine beiden Söhne geteilt wurde. Balthasar erhielt eine halbe Hube und Entzy eine Hube. Anstelle von Blasius finden wir jetzt einen Ruprecht Weber, anstelle von Valentin einen Hans, der von 2 Huben diente. Von weiteren zwei Huben diente ein Franz Hielben anstelle Ruprechts. Somit erfolgte zwischen 1515 und 1549 eine Vermehrung der Stellen durch die Teilung einer Hube.
Zugleich waren auch zwei Keuschen entstanden, die ebenfalls an Viktring zinsten und die Achaz und Canzian Helm gehörten, wobei jeder 24 d Zinsgeld diente. Es sind dies mit die ersten Belege über die Gründung von Keuschen als zusätzliche kleinste Siedlungsstellen. Damals existierten auch in Saberda bereits zwei Keuschen und eine in Mieger. 1529 finden wir erstmals auch die übrigen Huben in Schwarz und deren Grundherrschaften belegt: Eine Hube, auf der ein Kaspar saß, gehörte zum Gotteshaus zu Radsberg. Vier Huben gehörten zur Kirche von Klagenfurt. Damit existierten 1529 in Schwarz 10 Huben (9 Besitzer) und 2 Keuschen.
1827 finden wir in Schwarz 12 Huben und 1 Keusche verteilt auf folgende Herrschaften:
- Viktring hat 5 Huben: Achatz, Heinsch, Juch, Ruditz und Ruttnig, 3 Huben teilt es sich mit anderen Herrschaften: Jellen, Oblack und Riepan
- St.Lambert am Radsberg hat 1 Hube (Hribernig) und 1 Keusche (Smeritschnig). Zu Radsberg zinst auch ein Teil von Schwarz 12, gemeinsam mit Viktring
- St.Egidius zu Klagenfurt hat 2 Huben (Stephan und Novin) und einen Teil der Riepanhube (gemeinsam mit Viktring)
- Grafenstein hat 2 Huben: Potok und Mauschmair, ausgenommen dabei Schwarz 1 (Sekoun), der offensichtlich erst später vom Jellen aus gegründet wurde und Schwarz 3, der 1827 noch nicht existierte

In Schwarz befindet sich die alte Volksschule der Gemeinde Radsberg, die bei der Gemeindereform 1973 in der Gemeinde Ebenthal aufging.

## Bevölkerung
Schwarz wird vorwiegend von Landwirten und Pendlern bewohnt.

## Flurformen
Das Flurbild zeigt eine Block- und Streifenflur, wobei drei Teilbereiche durch das Straßennetz getrennt werden:
1. Im flachen und ebenen Nordost-Teil findet sich eine weitgehend streifenförmige Aufteilung der Flurstücke. Neben Kurzstreifen mit einer Länge von rund 300 m und 25–50 m Breite schließt hier direkt an das Dorf ein Langstreifenkern an. In  einer Länge von 500 bis 600 m zieht die Langstreifenflur von der Straße bis zum Waldrand durch. Der dorfnahe Flurkern ist sehr regelmäßig in 5 riemenförmige Parzellen mit einer Breite von nur 20 m unterteilt.
2. Im NW der Flur wird das recht unruhige Gelände von einer großen scheibenförmigen Ackerfläche mit mehreren kurzen Blöcken rechteckiger Gestalt eingenommen, vermengt mit langen, ganz unregelmäßig geformten Streifen.
3. Südlich des Dorfes schließen mehrere breite unregelmäßige Streifen an die Höfe direkt an, wobei sie ebenfalls bis zur Gemarkungsgrenze durchlaufen.